# Ptychoptera madagascariensis
Ptychoptera madagascariensis är en tvåvingeart som beskrevs av Alexander 1937. Ptychoptera madagascariensis ingår i släktet Ptychoptera och familjen glansmyggor.
Artens utbredningsområde är Madagaskar. Inga underarter finns listade i Catalogue of Life.